# Tropidophis steinleini
Tropidophis steinleini — вид змій родини земляних удавів (Tropidophiidae). Описаний у 2020 році.

## Назва
Вид названо на честь німецького герпетолога Клауса Штайнляйна за його внесок у дослідження плазунів Куби.

## Поширення
Ендемік Куби. Вид поширений на сході острова.